# Mycena vinacea
Mycena vinacea är en svampart som beskrevs av Cleland 1931. Mycena vinacea ingår i släktet Mycena och familjen Mycenaceae.   Inga underarter finns listade i Catalogue of Life.